# العلاقات الروسية الليتوانية
العلاقات الروسية الليتوانية هي العلاقات الثنائية التي تجمع بين روسيا وليتوانيا.

## سجل تاريخي

### ليتوانيا والإمبراطورية الروسية
في عام 1795، أنشأت الإمبراطورية الروسية بعد التقسيم الثالث للكومنولث البولندي الليتواني، محافظتي فيلنا (التي تتكون من 11 مقاطعة) وسلونيم. بعد عام واحد فقط، وبأمر من القيصر بافل الأول في 12 ديسمبر 1796، دُمجا في محافظة واحدة تحت اسم المحافظة الليتوانية، وعاصمتها فيلنيوس. بأمر من القيصر ألكسندر الأول، قُسمت محافظة ليتوانيا في 9 سبتمبر 1801 إلى محافظتي ليتوانيا- فيلنيوس وليتوانيا-غرودنو. بعد 39 عامًا، حُذفت كلمة «ليتوانيا» من الاسمين من قِبل نيكولاس الأول. في عام 1843، أُجري إصلاح إداري آخر، إذ أُنشأت محافظة كاوناس (كوفنو بالروسية) من سبع مقاطعات غربية تابعة لمحافظة فيلنيوس، بما في ذلك زيمايتيا بأكملها. حازت محافظة فيلنيوس على ثلاث مقاطعات إضافية: فيليكا وديسنا من محافظة مينسك وليدا من محافظة غرودنو. قُسمت إلى المقاطعات التالية: فيلنيوس وتراكاي وديسنا وأوشمياني وليدا وفيليكا وسفينتياني. ظل هذا التنظيم الإداري دون تغيير حتى الحرب العالمية الأولى. ضُمّن بعد ذلك جزء من محافظة فيلنيوس في مقاطعة أوبر أوست الليتوانية، التي شكلتها الإمبراطورية الألمانية المحتلة.
خلال الحرب البولندية السوفيتية، ضمت بولندا المنطقة. اعترفت منظمة السفراء والمجتمع الدولي (باستثناء ليتوانيا) بالسيادة البولندية على منطقة فيلنيوس في عام 1923. وفي العام نفسه، أُنشأت محافظة ويلنو، التي استمر وجودها حتى عام 1939، وذلك عندما احتل الاتحاد السوفيتي ليتوانيا وبولندا وأعاد معظم الأراضي التي ضمتها بولندا إلى ليتوانيا.
خلال الثورة الروسية عام 1905، طالب تجمعٌ واسع من النواب الليتوانيين في فيلنيوس، عُرف باسم برلمان فيلنيوس الكبير، بالحكم الذاتي الإقليمي لليتوانيا (التي قصدوا بها الجزء الشمالي الغربي من دوقية ليتوانيا الكبرى السابقة) في 5 ديسمبر من ذلك العام. قدم نظام القيصر عددًا من التنازلات نتيجة لانتفاضة عام 1905. سُمح مجددًا لدول البلطيق باستخدام لغاتها الأصلية في التعليم والخطابات العامة، وبُنيت الكنائس الكاثوليكية في ليتوانيا. حلت الأحرف اللاتينية محل الأبجدية السيريلية التي فُرضت على الليتوانيين لأربعة عقود. لكن حتى الليبراليين الروس لم يكونوا مستعدين للإقرار بحكمٍ ذاتي مماثل لما هو قائم أساسًا في إستونيا ولاتفيا، وإن كان تحت هيمنة ألمانيا البلطيقية. تطلع العديد من ألمان البلطيق إلى تشكيل تحالف بين دول البلطيق (ليتوانيا وكورلاند على وجه الخصوص) وألمانيا.
بعد اندلاع الأعمال العدائية في الحرب العالمية الأولى، احتلت ألمانيا ليتوانيا وكورلاند عام 1915. سقطت فيلنيوس على أيدي الألمان في 19 سبتمبر 1915. بالنسبة لألمان البلطيق فقد أصبح التحالف مع ألمانيا لمعارضة كل من روسيا القيصرية والقومية الليتوانية احتمالًا واقعيًا. دُمجت ليتوانيا مع أوبر أوست تحت حكومة الاحتلال الألمانية. خطط الألمان لتشكيل شبكة من الدول المستقلة رسميًا تكون في الواقع تابعة لألمانيا وذلك لأن الضم الصريح قد يؤدي إلى نتائج عكسية في العلاقات العامة.

### ليتوانيا وروسيا السوفيتية
بكونها حصيلة مشتركة لثورة أكتوبر ونهاية الحرب العالمية الأولى، جرى التنازع على السلطة في إقليم ليتوانيا من قِبل العديد من القوى السياسية: الوطنية والبولندية والفصائل الشيوعية المدعومة من موسكو. وقع مجلس ليتوانيا على قانون استقلال ليتوانيا. اندلعت الحرب الليتوانية السوفيتية بين ليتوانيا المستقلة حديثًا وروسيا السوفيتية إبان الهجوم السوفيتي الغربي في 1918 – 1919، بعد انسحاب القوات الألمانية. في نفس الفترة الزمنية كانت لروسيا السوفيتية علاقات مع الدول الشيوعية الدمية التي لم تدم طويلًا: جمهورية ليتوانيا الاشتراكية السوفيتية التي سرعان ما اندمجت في جمهورية ليتوانيا وروسيا البيضاء الاشتراكية السوفيتية. 
في أبريل 1920، انتُخبت الجمعية التأسيسية الليتوانية واجتمعت لأول مرة في مايو. في يونيو اعتمدت الدستور المؤقت الثالث وفي 12 يوليو 1920 وقعت معاهدة السلام السوفيتية الليتوانية. في المعاهدة، اعترف الاتحاد السوفيتي بالاستقلال الكامل لليتوانيا وبحقها في منطقة فيلنيوس المتنازع عليها؛ سمحت ليتوانيا سرًا بمرور القوات السوفيتية عبر أراضيها أثناء هجومها على بولندا. في 14 يوليو 1920، استولى الجيش السوفيتي المتقدم على فيلنيوس للمرة الثانية من القوات البولندية. أُعيدت المدينة إلى الليتوانيين في 26 أغسطس 1920، بعد إحباط الهجوم السوفيتي. عاد الجيش البولندي المنتصر وصعّدت المعاهدة السوفيتية الليتوانية العداء بين بولندا وليتوانيا. لتجنب مزيدٍ من القتال، وُقعت اتفاقية سوالكي مع بولندا في 7 أكتوبر 1920؛ تُركت فيلنيوس على الجانب الليتواني من خط الهدنة. لم تدخل الاتفاقية حيز التنفيذ أبدًا، لأن الجنرال البولندي لوتسيان جليغوفسكي، الذي يتصرف بناءً على أوامر جوزيف بيوسوتسكي، نظم تمرد جليغوفسكي، وهو عمل عسكري على شكل تمرد. غزا ليتوانيا في 8 أكتوبر 1920، واستولى على فيلنيوس في اليوم التالي، وأسس جمهورية ليتوانيا الوسطى قصيرة الأمد في شرق ليتوانيا يوم 12 أكتوبر 1920. كانت «الجمهورية» جزءًا من مخطط بيوسوتسكي الفيدرالي، والذي لم يتحقق أبدًا بسبب معارضة القوميين البولنديين والليتوانيين على حد سواء.
في 30 ديسمبر 1922، دُمجت روسيا السوفيتية في الاتحاد السوفيتي، وورث الأخير العلاقات الليتوانية الروسية.

### ليتوانيا والاتحاد السوفيتي

#### عشرينيات وثلاثينيات القرن العشرين
انتُخب البرلمان الليتواني الثالث في مايو 1926. وللمرة الأولى، فقدت الكتلة التي يقودها الحزب الديمقراطي المسيحي الليتواني كفة الأغلبية ودخلت جناح المعارضة. تعرضت لانتقادات حادة لتوقيعها على معاهدة عدم الاعتداء السوفيتية الليتوانية (رغم أنها أكدت الاعتراف السوفيتي بمطالبات ليتوانيا بفيلنيوس التي تسيطر عليها بولندا).

#### الحرب العالمية الثانية
في بداية الحرب العالمية الثانية، عندما غزا الاتحاد السوفيتي بولندا، استولت القوات السوفيتية على منطقة فيلنيوس، التي كانت تابعة لبولندا في فترة ما بين الحربين، لكن وفقًا للمعاهدات السوفيتية الليتوانية في عامي 1920 و1926 جرى الاعتراف بها لليتوانيا. نتيجة لذلك، أعاد السوفييت والألمان التفاوض بشأن البروتوكولات السرية في اتفاقية مولوتوف- ريبنتروب. في 28 سبتمبر 1939، وقعا معاهدة الحدود والصداقة. ذكر ملحق المعاهدة السري بالتفصيل أنه لتعويض الاتحاد السوفيتي عن الأراضي البولندية التي تحتلها ألمانيا، ستنقل ألمانيا ليتوانيا، باستثناء منطقة صغيرة في سوفالكي، إلى منطقة النفوذ السوفيتية. كان تبادل الأراضي مدفوعًا أيضًا بالسيطرة السوفيتية على فيلنيوس، إذ أمكن للاتحاد السوفيتي ممارسة تأثير كبير على الحكومة الليتوانية، التي ادعت أن فيلنيوس عاصمتها بحكم القانون. في البروتوكولات السرية، اعترف كل من الاتحاد السوفيتي وألمانيا صراحةً بمصالح ليتوانيا في فيلنيوس. بناءً عليه، وبموجب المعاهدة السوفيتية الليتوانية للمساعدة المتبادلة الموقعة بتاريخ 10 أكتوبر 1939، ستحصل ليتوانيا على نحو خُمس منطقة فيلنيوس، بما في ذلك العاصمة التاريخية لليتوانيا، فيلنيوس، وفي المقابل ستسمح بإنشاء خمس قواعد عسكرية سوفيتية تضم 20,000 جندي عبر ليتوانيا.
بعد أشهرٍ من الدعاية المكثفة والضغط الدبلوماسي، أصدر السوفييت إنذارًا نهائيًا في 14 يونيو 1940 متهمين ليتوانيا بانتهاك المعاهدة واختطاف الجنود الروس من قواعدهم. طالب السوفييت بتشكيل حكومة جديدة تلتزم بمعاهدة المساعدة المتبادلة، وبقبول عدد غير محدد من القوات السوفيتية في ليتوانيا. كان من المستحيل شن مقاومة عسكرية أمام القوات السوفيتية الموجودة أساسًا في البلاد. سيطر السوفييت على المؤسسات الحكومية، وشكلوا حكومة جديدة موالية للاتحاد السوفيتي، وأعلنوا انتخابات برلمان الشعب. دُمجت الجمهورية الاشتراكية السوفيتية الليتوانية المعلنة في الاتحاد السوفيتي يوم 3 أغسطس 1940. خرج أحد الأحزاب الشيوعية المحلية إلى العلن مع 1,500 عضو في ليتوانيا.

## مقارنة بين البلدين
هذه مقارنة عامة ومرجعية للدولتين:
| وجه المقارنة                                              | روسيا                                   | ليتوانيا                                                    |
| --------------------------------------------------------- | --------------------------------------- | ----------------------------------------------------------- |
| المساحة (كم2)                                             | 17.08 مليون                             | 65.30 ألف                                                   |
| عدد السكان (نسمة)                                         | 146.80 مليون                            | 2.79 مليون                                                  |
| الكثافة السكانية (ن./كم²)                                 | 8.59                                    | 42.73                                                       |
| العاصمة                                                   | موسكو                                   | فيلنيوس، كاوناس                                             |
| اللغة الرسمية                                             | اللغة الروسية                           | اللغة الليتوانية                                            |
| العملة                                                    | روبل روسي                               | ليتاس ليتواني، يورو                                         |
| الناتج المحلي الإجمالي (بليون دولار)                      | 1.58 تريليون                            | 47.17 مليار                                                 |
| الناتج المحلي الإجمالي (تعادل القوة الشرائية) بليون دولار | 3.69 تريليون                            | 84.06 مليار                                                 |
| الناتج المحلي الإجمالي الاسمي للفرد دولار أمريكي          | 9.09 ألف                                | 14.15 ألف                                                   |
| الناتج المحلي الإجمالي للفرد دولار أمريكي                 |                                         | 27.69 ألف                                                   |
| مؤشر التنمية البشرية                                      | 0.798                                   | 0.839                                                       |
| رمز المكالمات الدولي                                      | +7                                      | +370                                                        |
| رمز الإنترنت                                              | .ru، .рф، .рус ‏، .su                    | .lt                                                         |
| المنطقة الزمنية                                           | Magadan Time ‏، ت ع م+02:00، ت ع م+12:00 | ت ع م+02:00، ت ع م+03:00، أوروبا/فيلنيوس ‏، توقيت شرق أوروبا |

## مدن متوأمة
في ما يلي قائمة باتفاقيات التوأمة بين مدن روسية وليتوانية:
- ترتبط كالينينغراد مع بانيفيزيس باتفاقية توأمة منذ 2005.[26][27][28][29]
- ترتبط كوندوبوغا مع تراكي باتفاقية توأمة منذ 2014.[30]
- ترتبط إيركوتسك مع فيلنيوس باتفاقية توأمة منذ 2007.
- ترتبط غوسيف مع Kazlų Rūda [الإنجليزية]‏ باتفاقية توأمة.
- ترتبط بيتروزوفودسك مع أليتس باتفاقية توأمة منذ 2002.[31][32][33][34]
- ترتبط بريانسك مع Naujoji Akmenė [الإنجليزية]‏ باتفاقية توأمة منذ 1 أغسطس 2004.[35][35][36][37]
- ترتبط مايتشي مع بانيفيزيس باتفاقية توأمة منذ 2000.[38][27][38][27]
- ترتبط سانت بطرسبرغ مع كاوناس باتفاقية توأمة منذ 2 أكتوبر 1967.
- ترتبط موسكو مع فيلنيوس باتفاقية توأمة منذ 16 يوليو 1991.
- ترتبط تيومين مع كاوناس باتفاقية توأمة.
- ترتبط نيجني نوفغورود مع فيلنيوس باتفاقية توأمة منذ 1991.
- ترتبط باغراشينوفسك مع يونافا باتفاقية توأمة.
- ترتبط سوفتسك مع توراج باتفاقية توأمة.
- ترتبط تشيرنياخوفسك مع ماريامبوله باتفاقية توأمة.
- ترتبط تشيريبوفيتس مع كلايبيدا باتفاقية توأمة.
- ترتبط كورسك مع برجي [الإنجليزية]‏ باتفاقية توأمة منذ 1990.
- ترتبط كراسنوغورسك مع Plungė [الإنجليزية]‏ باتفاقية توأمة.

## منظمات دولية مشتركة
يشترك البلدان في عضوية مجموعة من المنظمات الدولية، منها:
| علم المنظمة | اسم المنظمة                        | تاريخ انضمام روسيا | تاريخ انضمام ليتوانيا |
| ----------- | ---------------------------------- | ------------------ | --------------------- |
|             | منظمة الشرطة الجنائية الدولية      | 27 سبتمبر 1990     | ?                     |
|             | الاتحاد البريدي العالمي            | ?                  | ?                     |
|             | منظمة التجارة العالمية             | 22 أغسطس 2012      | ?                     |
|             | مجموعة الموردين النوويين           | ?                  | ?                     |
|             | مؤسسة التنمية الدولية              | 16 يونيو 1992      | 23 سبتمبر 2011        |
|             | اتفاقية السماوات المفتوحة          | ?                  | ?                     |
|             | منظمة الأمن والتعاون في أوروبا     | 1992               | 10 سبتمبر 1991        |
|             | مؤسسة التمويل الدولية              | 12 أبريل 1993      | 15 يناير 1993         |
|             | مجلس أوروبا                        | 28 فبراير 1996     | ?                     |
|             | منظمة حظر الأسلحة الكيميائية       | ?                  | ?                     |
|             | الأمم المتحدة                      | 24 أكتوبر 1945     | 17 سبتمبر 1991        |
|             | الاتحاد الدولي للاتصالات           | 1866               | 1 يوليو 1923          |
|             | البنك الدولي للإنشاء والتعمير      | 16 يونيو 1992      | 6 يوليو 1992          |
|             | وكالة ضمان الاستثمار متعدد الأطراف | 29 ديسمبر 1992     | 8 يونيو 1993          |
|             | مجلس دول بحر البلطيق               | ?                  | ?                     |
|             | يونسكو                             | 21 أبريل 1954      | 7 أكتوبر 1991         |

## أعلام
هذه قائمة لبعض الشخصيات التي تربطها علاقات بالبلدين:

## وصلات خارجية
- موقع وزارة الخارجية الروسية
- موقع وزارة الخارجية الليتوانية